# Assault Heroes 2
Assault Heroes 2 est un jeu vidéo top-down shooter développé par le studio chilien Wanako Games sorti le 14 mai 2008, c'est la suite d'Assault Heroes. Le jeu est devenu rétrocompatible avec la Xbox One en 2017.

## Système de jeu
Le système de jeu de base est similaire au premier Assault Heroes, mais le joueur peut désormais utiliser des véhicules à l’arrêt, ce qui lui permet de piloter des chars et des hélicoptères. Le jeu propose également des zones à pied retravaillées, avec des cartes plus grandes que ceux du jeu précédent.
En plus du minigun, du canon flak et du lance-flammes s'ajoute le lance-glaces, qui peut congeler les ennemis sur place mais s'avère peu efficace contre les créatures.
Un niveau du jeu se déroule dans l'espace, le joueur est alors au commande d'un vaisseau spatial au lieu de son 4x4 traditionnel, les armes sont également différentes.

## Multijoueur
Le jeu prend toujours en charge le multijoueur coopératif à deux joueurs en ligne et hors ligne, ils peuvent désormais associer leurs armes pour augmenter les dégâts.

## Accueil
Assault Heroes 2 a reçu des critiques positives de la part des critiques. Sur Metacritic, le jeu a un score de 75/100 basé sur 24 avis, indiquant des « avis globalement favorables ».